# 路易斯·阿特里尔
路易斯·阿特里尔（英語：Louis Attrill，1975年3月5日—），英国男子赛艇运动员。他曾代表英国参加2000年夏季奥林匹克运动会赛艇比赛，获得男子八人单桨有舵手金牌。